# كريس تورنر (لاعب كرة قدم بريطاني)
كريس تورنر (بالإنجليزية: Chris Turner)‏ (15 سبتمبر 1958 بشفيلد في المملكة المتحدة - ) هو مدرب كرة قدم ولاعب كرة قدم بريطاني في مركز حراسة المرمى. لعب مع شيفيلد وينزداي وليدز يونايتد ومانشستر يونايتد ونادي سندرلاند ونادي ليتون أورينت ولينكولن سيتي أف سي.

## وصلات خارجية
- كريس تورنر على موقع قاعدة بيانات كرة القدم.إي يو (الإنجليزية)
- كريس تورنر على موقع Soccerbase.com (مدرب) (الإنجليزية)